# Перетворювальна підстанція
Перетворювальна підстанція — електрична підстанція, яка перетворює електричний струм за родом (змінний на постійний і навпаки), частотою або числом фаз. Перетворювальні підстанції використовуються для живлення індукційних печей, електролізерів на хімічних та електрометалургічних виробництвах, електротранспорту (див. тягова підстанція). Також перетворювальні підстанції постійного струму високої напруги використовуються для приєднання енергосистем до високовольтних ліній постійного струму, де виконують перетворення змінного струму в постійний, і, навпаки, з постійного в змінний.